# François Depeaux
François Depeaux (13 juillet 1853 à Bois-Guillaume - 11 octobre 1920 à Amfreville-la-Mi-Voie) est un industriel, collectionneur d'art et mécène français.

## Biographie
Il achète une mine de charbon près de Swansea dans le Pays de Galles et développe cette industrie.
En 1886, il est l'un des membres fondateurs de la Société des Amis des Monuments Rouennais. À partir de 1887, il est domicilié 35 avenue du Mont-Riboudet à Rouen.
Il possède entre 1880 et 1920 près de 600 tableaux, dont 55 œuvres de Sisley, 20 de Monet, des Pissarro, des Renoir et des Toulouse-Lautrec. À la suite de son divorce, une partie de sa collection est dispersée en 1901 à l'hôtel Drouot et en 1906 par une vente pour raison judiciaire à la galerie Georges Petit. En 1903, il propose 300 tableaux au musée des Beaux-Arts de Rouen. En 1909, le conservateur accepte une donation de 53 tableaux impressionnistes et postimpressionnistes. Il est l'un des défenseurs de l'École de Rouen.
À sa mort, son importante collection est dispersée lors de trois ventes publiques.
En 1892, il est un des membres fondateurs de l'Assistance par le travail de Rouen. En 1901, il est l'un des fondateurs du collège de Normandie à Mont-Cauvaire.
Il repose au cimetière monumental de Rouen.
Durant l'occupation, son fils Edmond Depeaux qui lui succéda dans le négoce de charbon fut, après dénonciation à la Kommandantur, condamné à mort et fusillé dans des conditions inhumaines le 17 décembre 1941 pour détention d'armes.

## Hommages
Le 20 octobre 2012 a été inaugurée une allée François-Depeaux à La Bouille (Seine-Maritime). Elle se situe le long de la Seine à l'emplacement du château du Vracq qui fut une de ses propriétés. Une rue François-Depeaux a été votée en conseil municipal à Rouen le 10 février 2017 au sein du futur quartier Flaubert en prolongement de la rue Brisout-de-Barneville.

## Collection

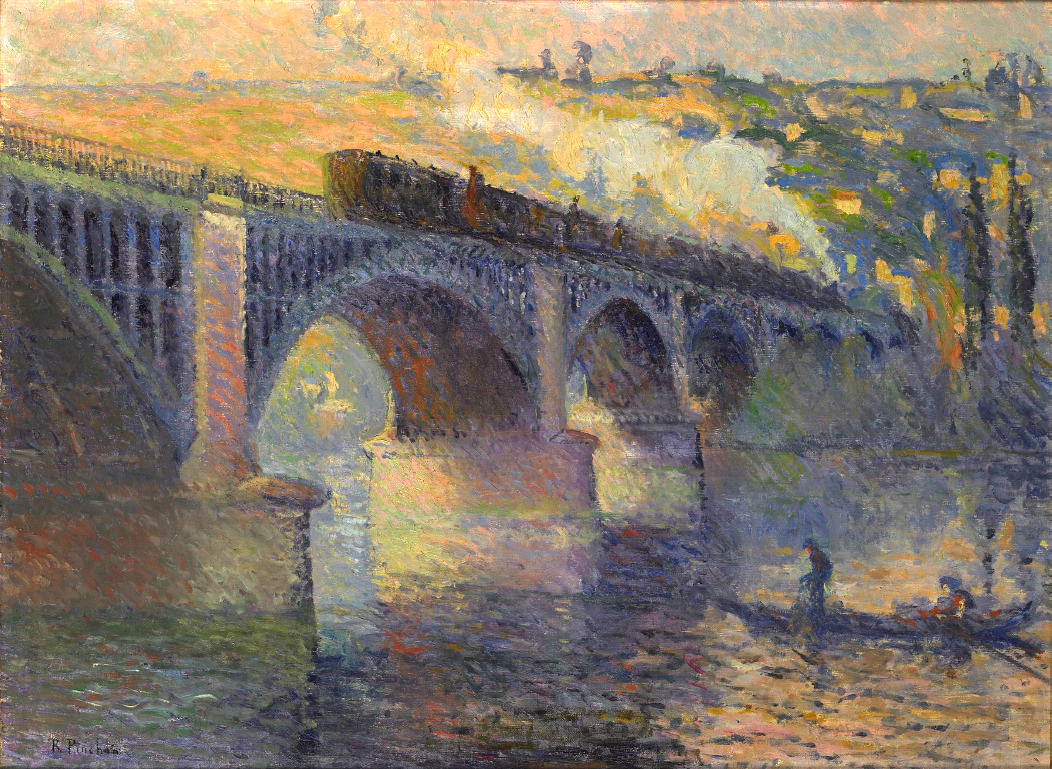
Robert Antoine Pinchon : Le Pont aux Anglais, soleil couchant (en), 1905, huile sur toile, 54 × 73 cm, musée des beaux-arts de Rouen.
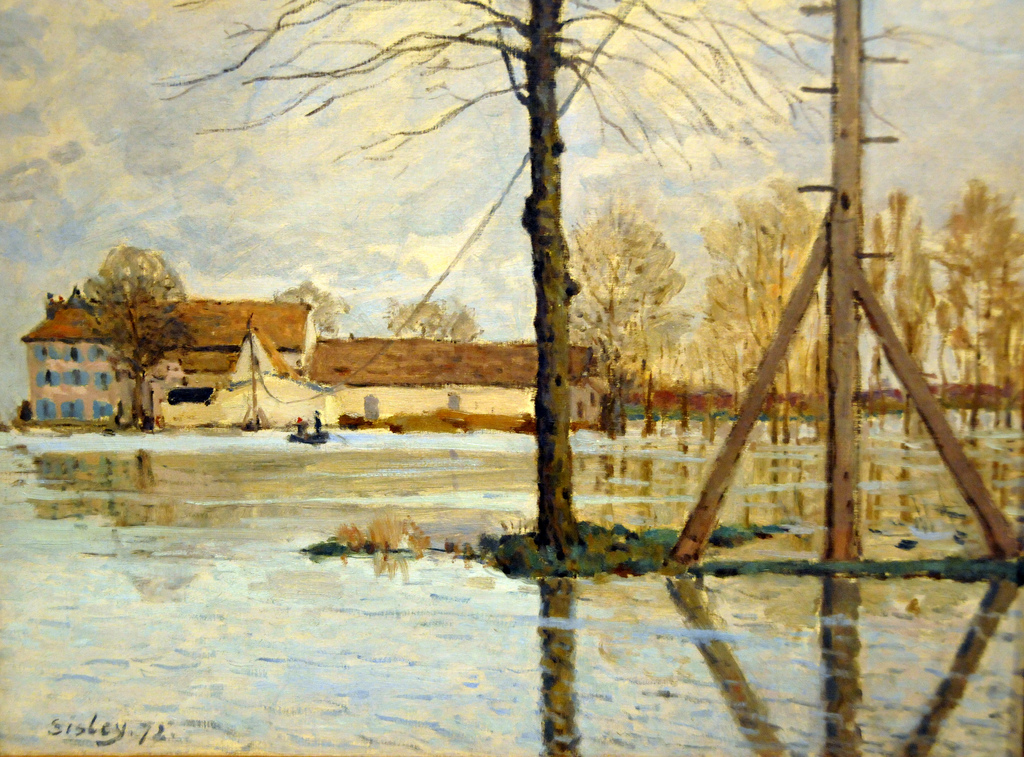
Alfred Sisley : Le Bac de l'île de la Loge, inondation, 1872, Ny Carlsberg Glyptotek.
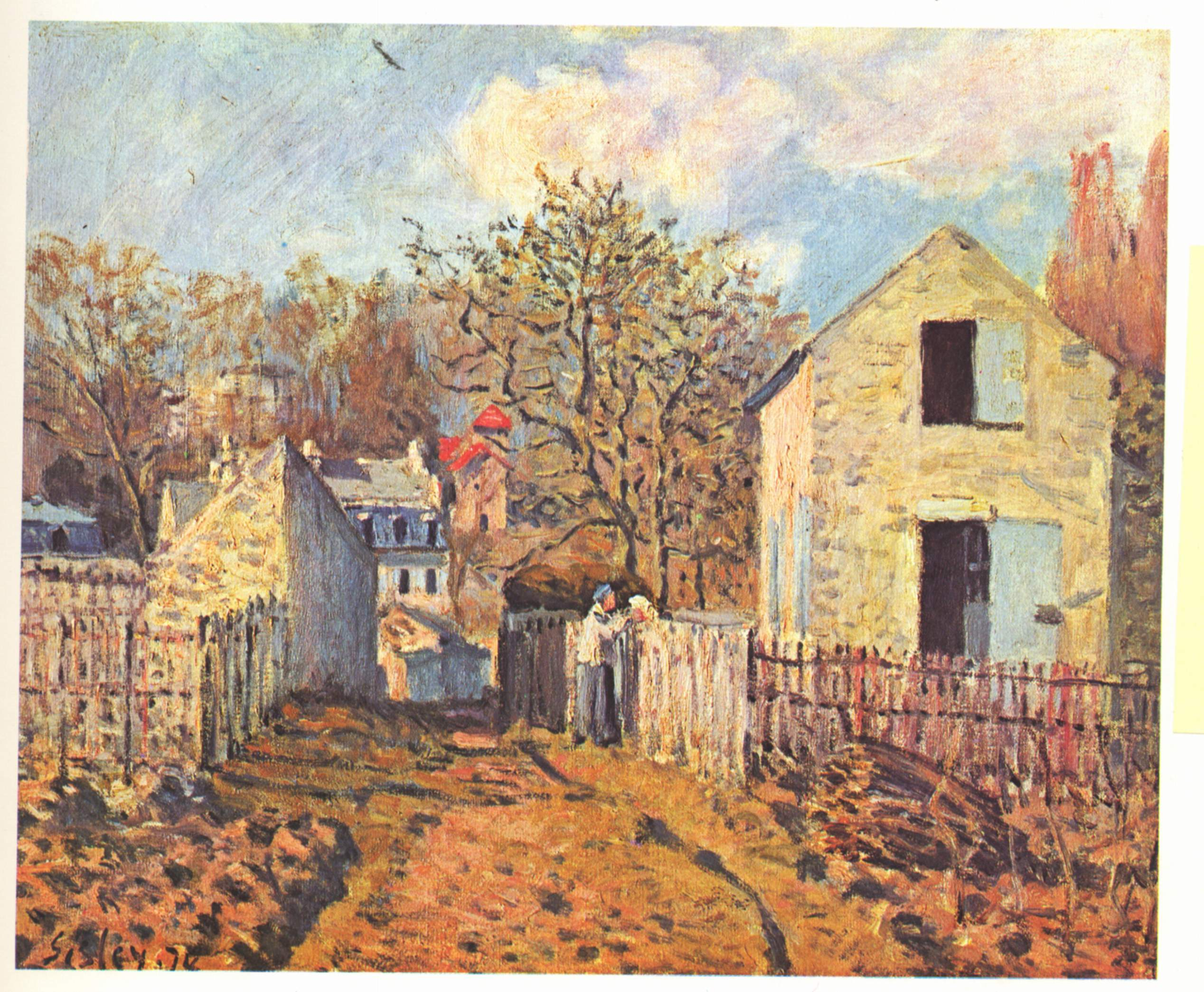
Alfred Sisley : Village de Voisins, 1874, musée d'Orsay.
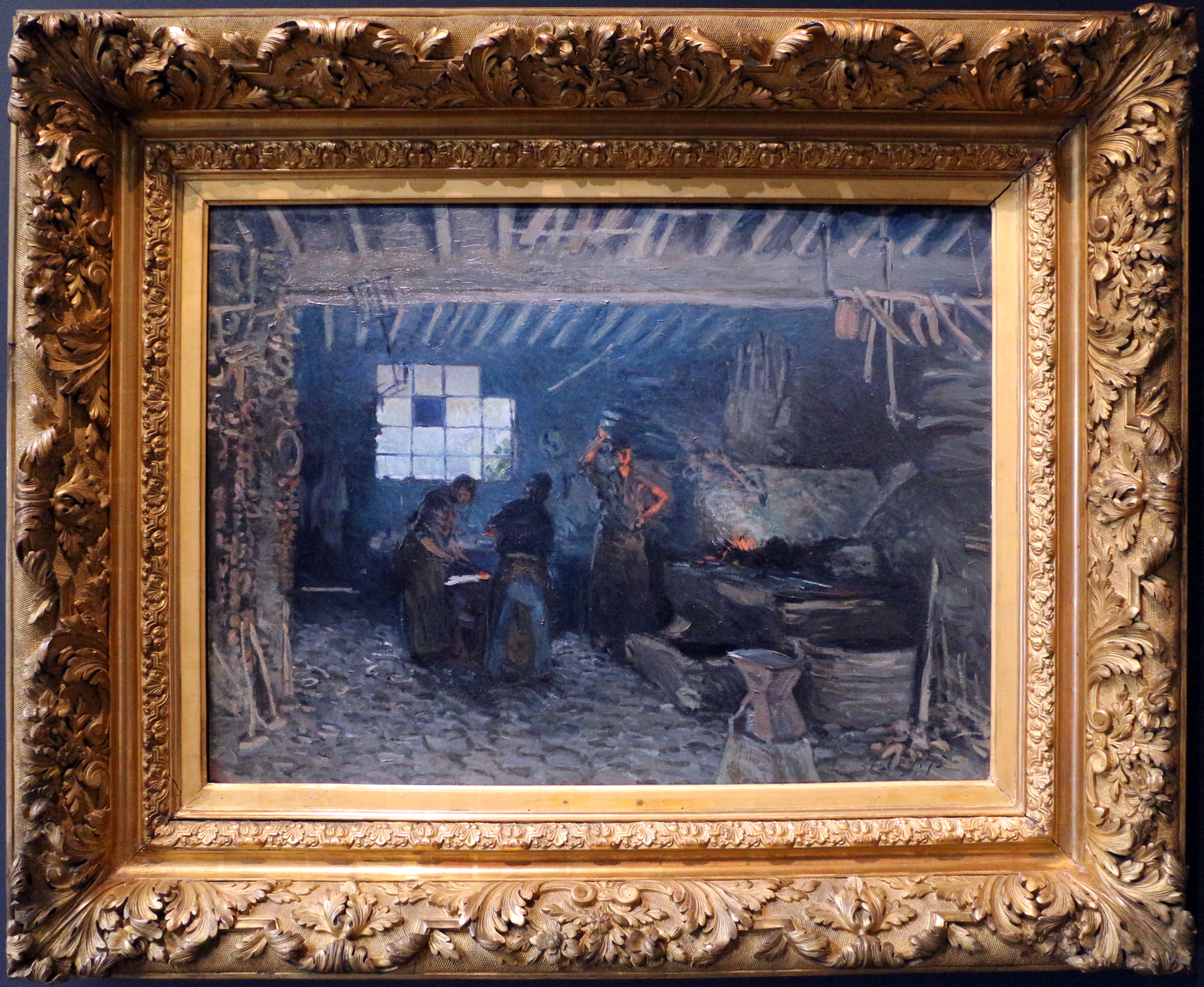
Alfred Sisley : La Forge à Marly-le-Roi, 1875, musée d'Orsay.
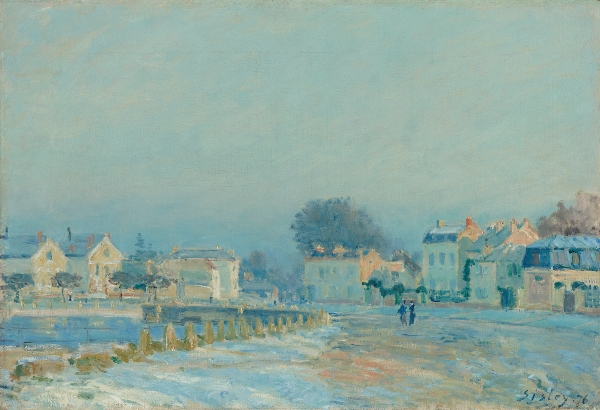
Alfred Sisley : L'Abreuvoir à Marly-Le-Roi, gelée blanche, 1876, musée des beaux-arts de Virginie.
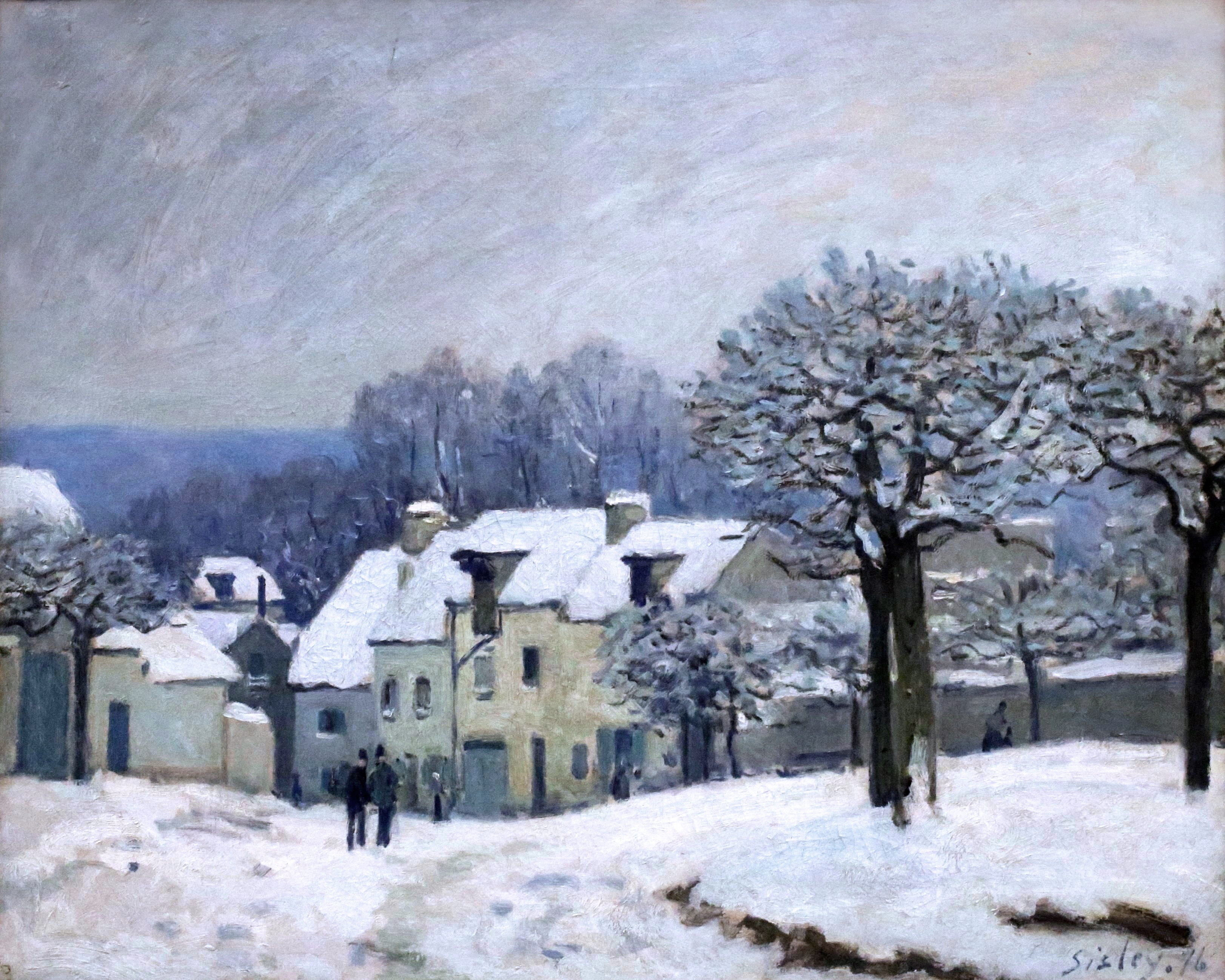
Alfred Sisley : La Place du Chenil à Marly, effet de neige, 1876, musée des beaux-arts de Rouen.
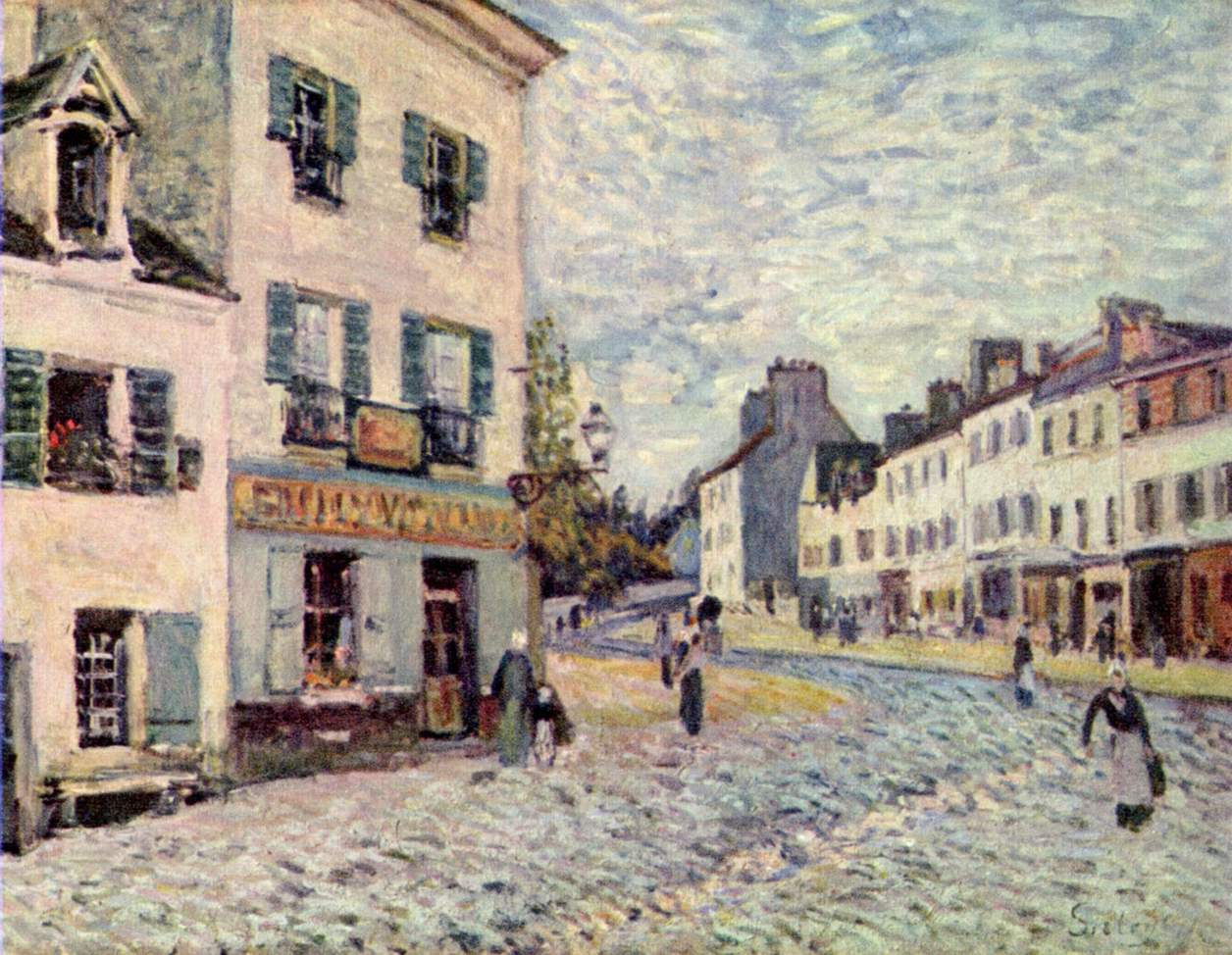
Alfred Sisley : Une rue à Marly, 1876, Kunsthalle de Mannheim.
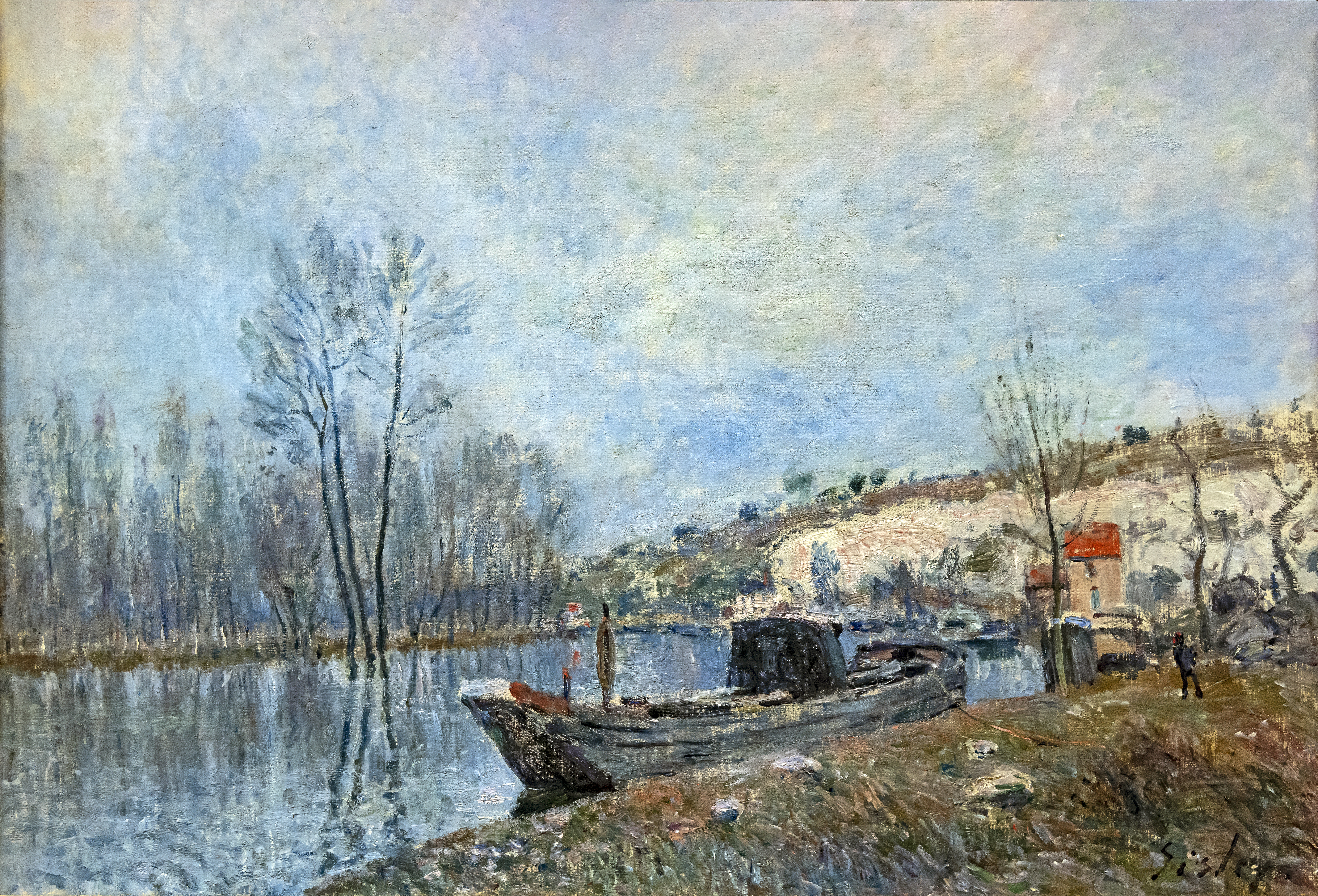
Alfred Sisley : Les Bords du Loing vers Moret, 1883, fondation Bemberg.
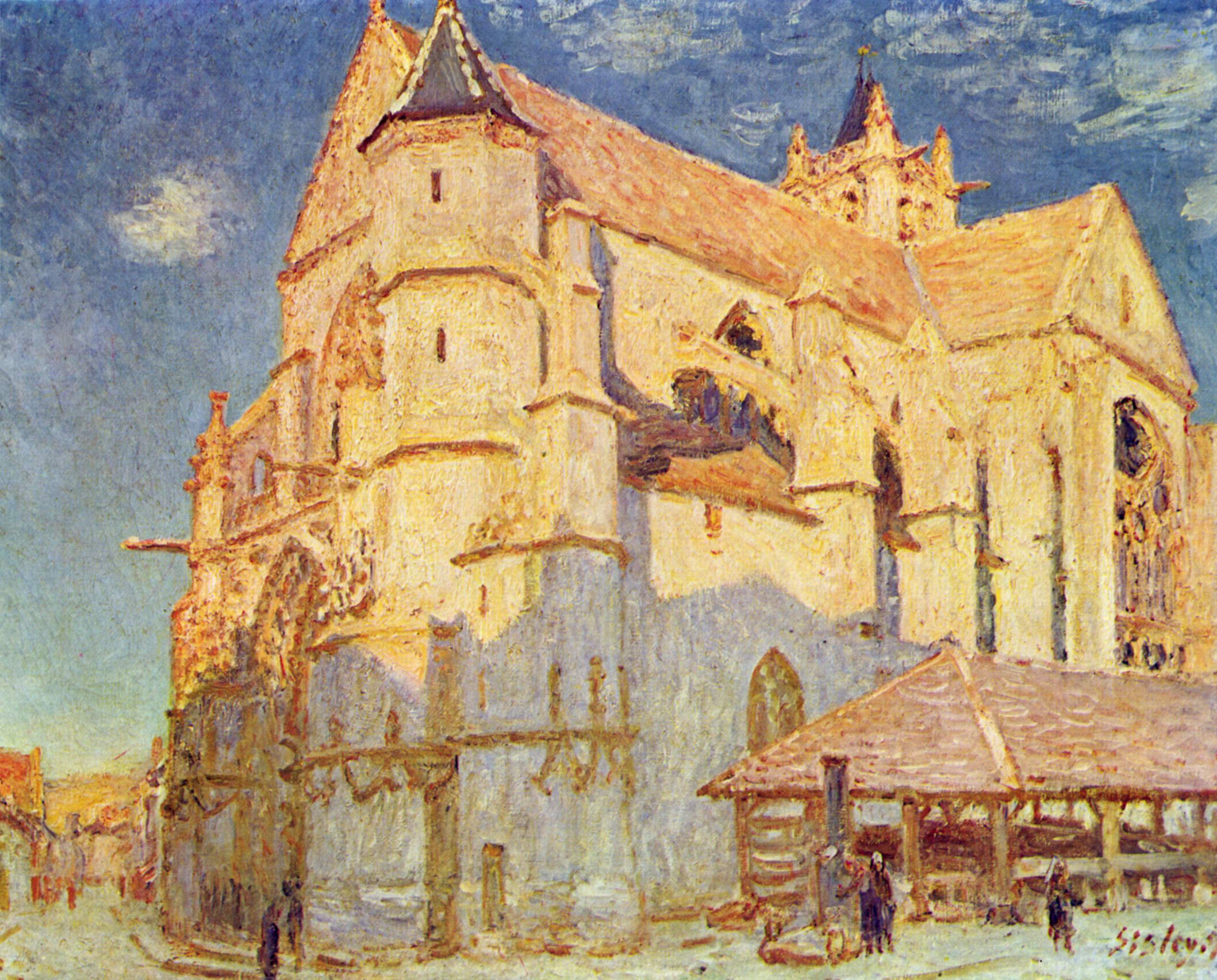
Alfred Sisley : L'Église de Moret, au soleil, 1893, musée des Beaux-Arts de Rouen.
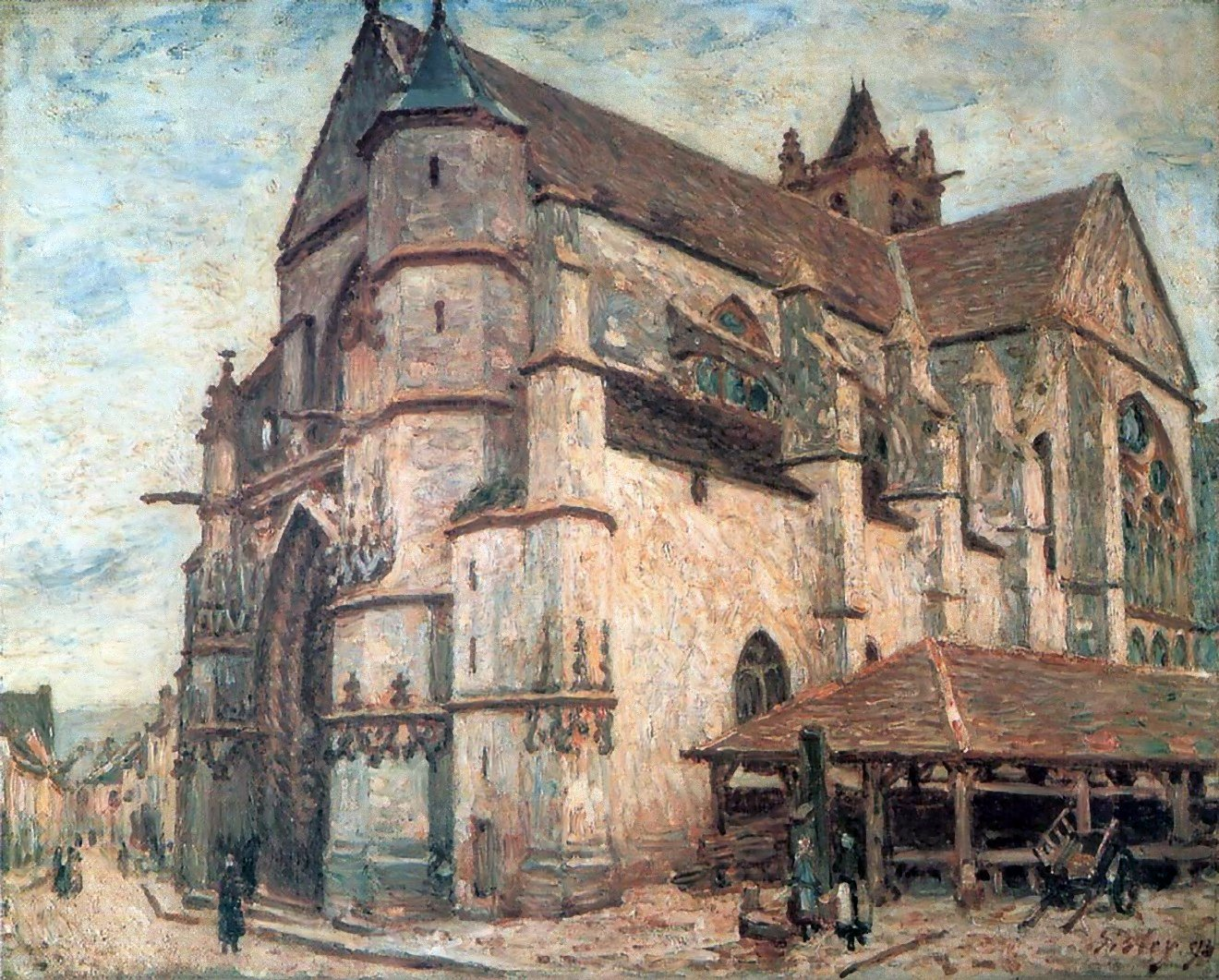
Alfred Sisley : L'Église de Moret, temps de gelée, 1893, collection particulière.
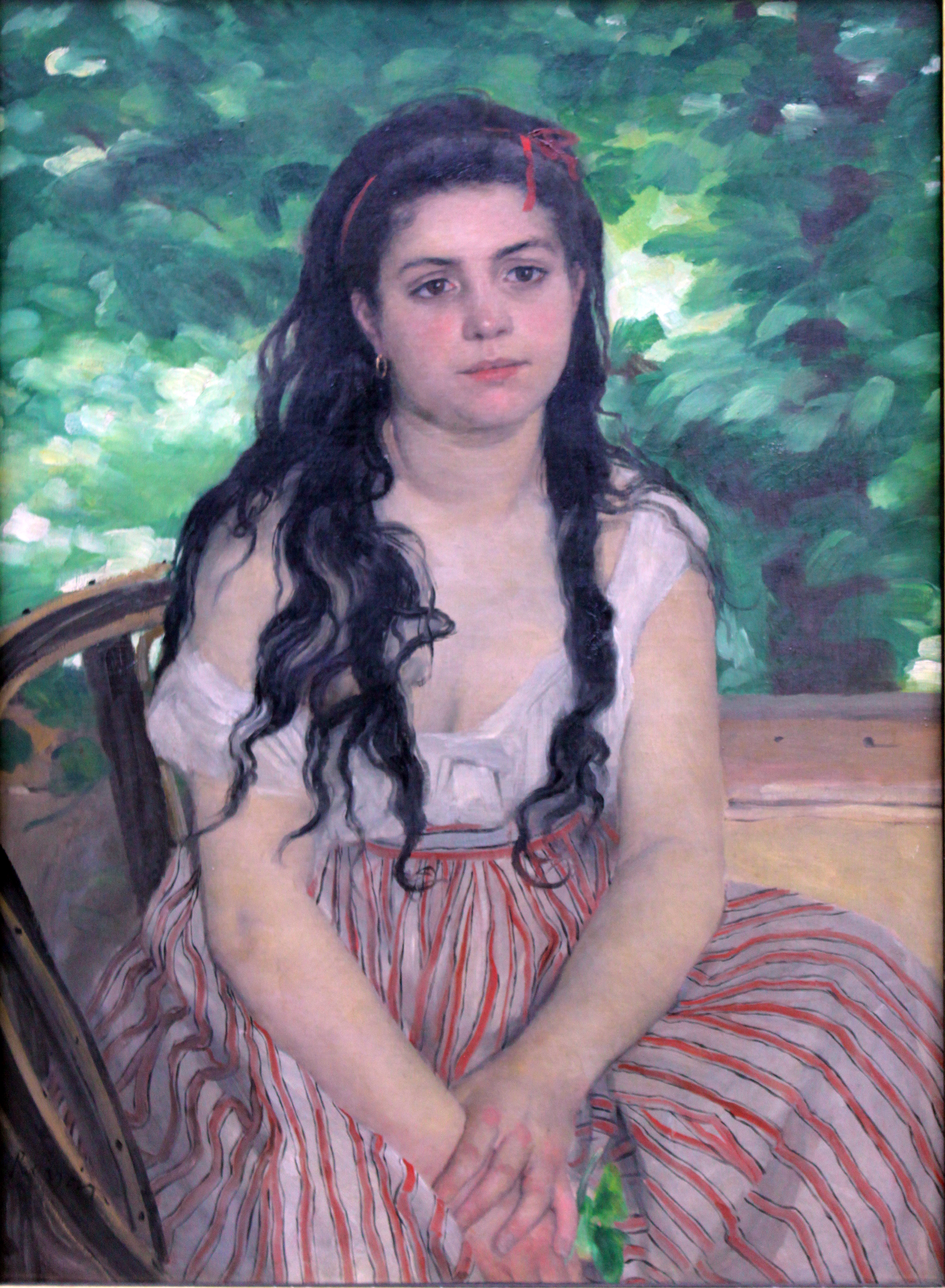
Auguste Renoir : En été, la Bohémienne, 1868, Alte Nationalgalerie.

## Écrits
- Remarques sur les projets de voirie dans le quartier du Mont-Riboudet, Rouen, Lecerf, 1901, 51 p. (OCLC 457662262)
- Remarques sur le projet de loi pour la vente et la répartition des charbons en France, 1915, 4 p. (OCLC 459179735)
- Importation des houilles étrangères en France, Rouen, Lecerf, 1915, 51 p. (OCLC 493966068)
- Flotte charbonnière française. Transports par chalands de mer, 1917, 24 p. (OCLC 459179716)
- Projet de loi pour le développement de la marine marchande, Rouen, Lecerf, 4 p. (OCLC 459179731)